# Lac Kerr
Le lac Kerr est un lac de barrage situé à la frontière entre les États de Virginie et de Caroline du Nord aux États-Unis. Il est alimenté par les eaux du fleuve Roanoke depuis la construction du barrage John H. Kerr entre 1947 et 1952.
Le lac a une superficie de 200 km2 et développe 1 360 km de côtes, ce qui en fait un des plus grands réservoirs du sud-est des États-Unis. Le lac est très populaire en Caroline du Nord et en Virginie pour la pêche et ses activités de loisir.